# Ptolemeu XIII Téo Filópator
Ptolemeu XIII Téo Filópator (62 a.C. — 47 a.C.) foi um rei do Reino Ptolemaico, que governou entre 51 e 47 a.C. Em nomenclaturas mais antigas, este rei recebia o número XII ou até mesmo XIV. 
Ptolemeu XII Auleta teve vários filhos, duas filhas que morreram antes dele, Berenice IV e Cleópatra VI, que usurparam seu trono quando ele viajou para Roma, e quatro filhos que estavam vivos quando ele morreu, dois filhos de nome Ptolemeu e duas filhas chamadas Cleópatra e Arsínoe.
Ptolemeu XII deixou como sucessores dois filhos: Ptolemeu XIII e Cleópatra VII, que deveriam reinar juntos. Ptolemeu XIII tinha dez anos de idade, e sua irmã e co-regente Cleópatra VII, tinha dezessete, e eles se casaram. Eles reinaram conjuntamente por quatro anos e continuariam reinando para sempre, se não fosse pela ambição de Ptolemeu XIII, que tentou tomar o poder absoluto, contrariando o desejo do pai.
Os seus tutores, Potino e Áquila, não aprovavam a regência de Cleópatra pelo que instigaram uma revolta contra esta, que acabou por fugir do Egito, fixando-se na Síria no ano 48 a.C., onde reuniu um exército para combater o irmão. Ptolomeu XIII mandou assassinar Pompeu, rival de Júlio César na guerra civil, na esperança de obter a simpatia deste, num intento que se revelou fracassado.
Júlio César, convertido em amante da sua irmã, restaurou o poder de Cleópatra, altura em que se dá o casamento entre os irmãos. Ptolomeu XIII morreu em uma batalha naval contra Júlio César, que chegou para ajudar Cleópatra, afogado no rio Nilo em 47 a.C. Após a morte de Ptolomeu XIII, por desejo de César, Ptolemeu XIV foi proclamado Faraó e co-governante com Cleópatra.